# Uzundara (Festung)
Koordinaten: 38° 8′ 40″ N, 66° 56′ 58″ O
Uzundara ist eine archäologische Ausgrabungsstätte in den Bayzun-Bergen in Usbekistan. Bei den hier gefundenen Resten handelt es sich um eine hellenistische Festung, die unter dem Griechisch-Baktrischen Königreich erbaut wurde und wahrscheinlich Teil einer Befestigungskette war, die den Norden des Reiches gegen Nomaden schützen sollte. Sie war so positioniert, dass sie auch einige wichtige Straßen blockieren konnte.
Der Fundort wurde 1991 entdeckt. Systematische Ausgrabungen finden seit 2013 statt, wobei mehrere kleinere Flächen über die ganze Anlage verteilt aufgedeckt wurden. Die Festung ist etwa 2 Hektar groß und hat etwa die Form eines Diamanten mit mehreren aus Stein errichteten Mauern, die von der Festung wie Tentakel in die bergige Landschaft greifen. Es gibt Reste von 13 rechteckigen Türmen. Zum Fundgut gehört Keramik, es fanden sich aber auch zahlreiche baktrische Münzen. Der Großteil des Fundguts datiert in das 3. Jahrhundert v. Chr. Die Festung ist wahrscheinlich beim Einfall der Yuezhi zerstört worden.